# Maria-Schnee-Kirche (Olschowa)

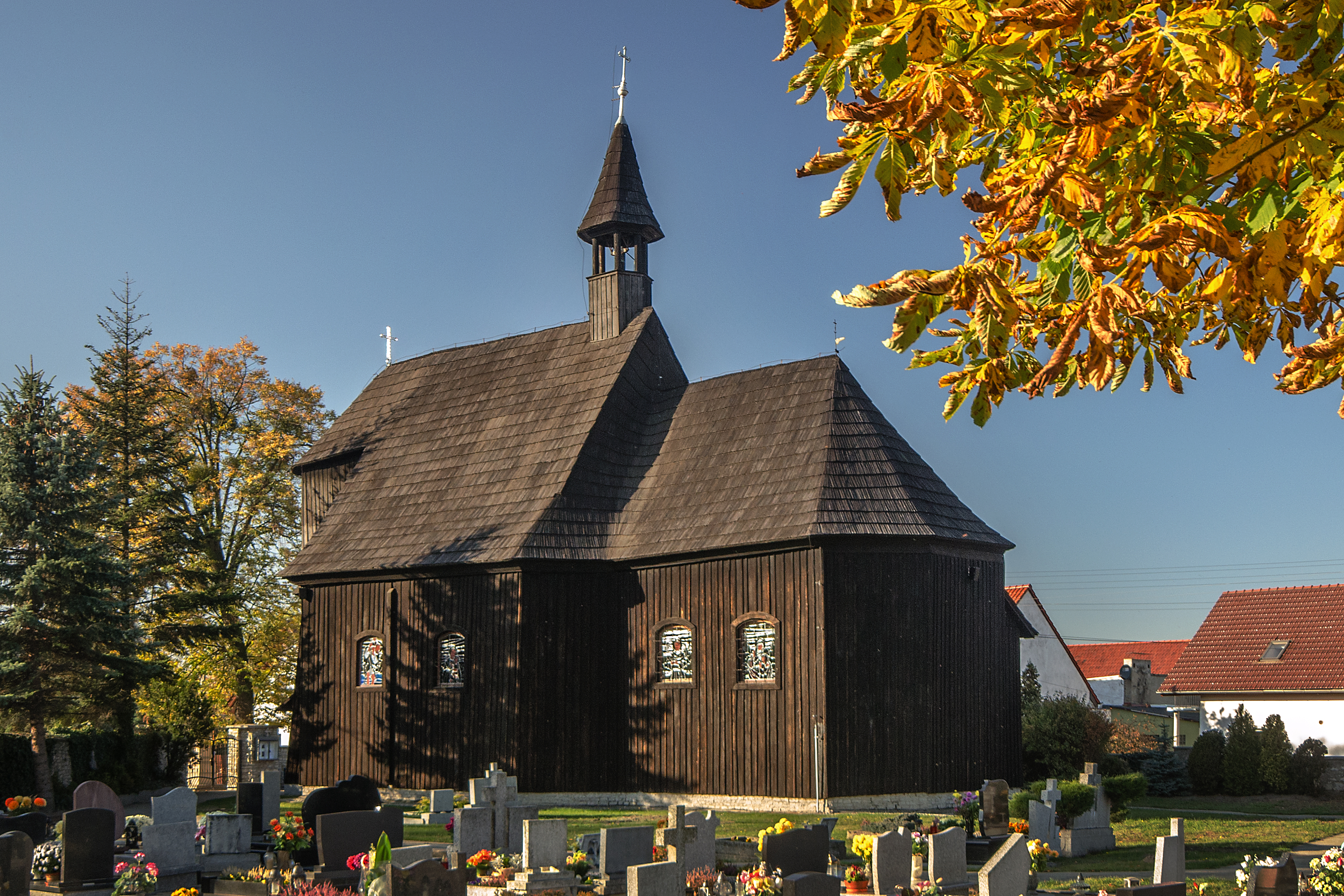
Blick auf die Maria-Schnee-Kirche

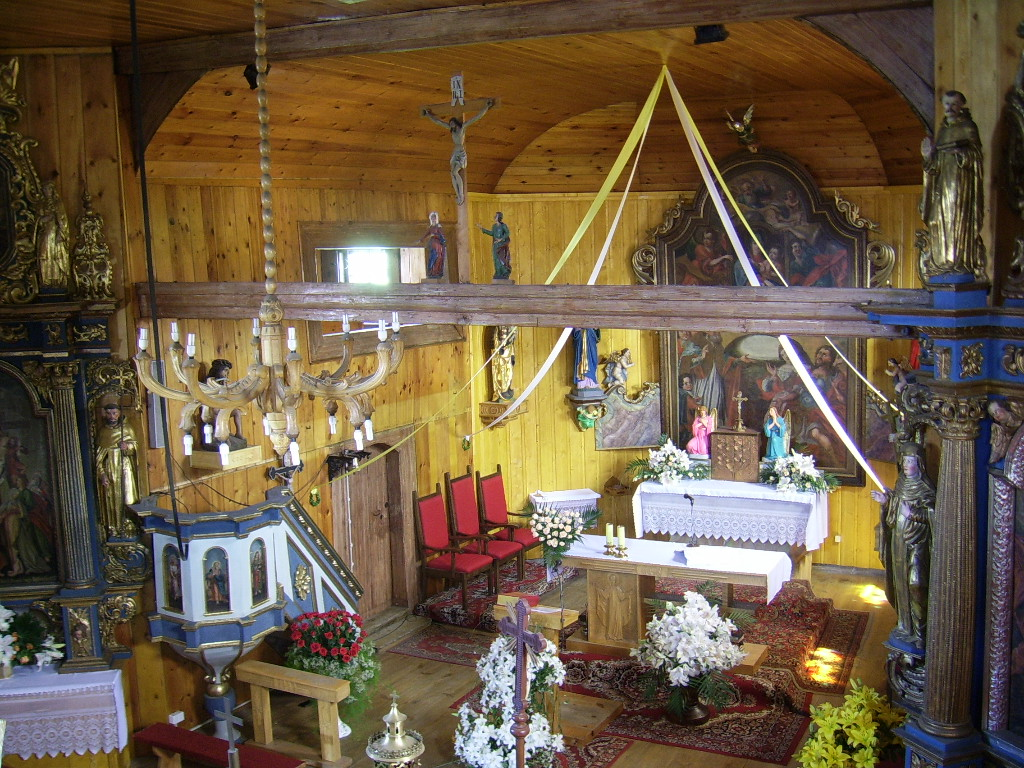
Innenansicht

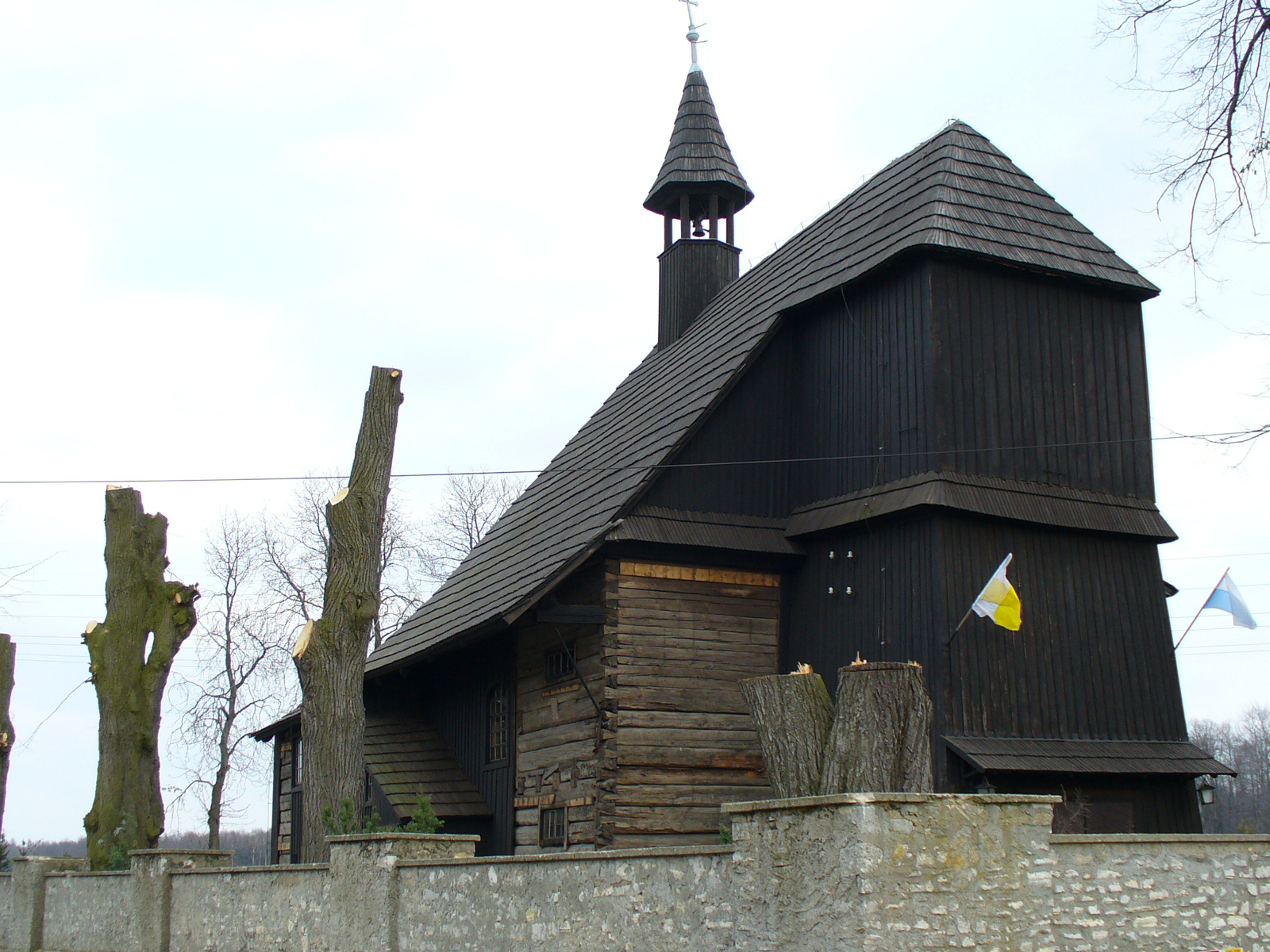
Vorderseite mit Turm

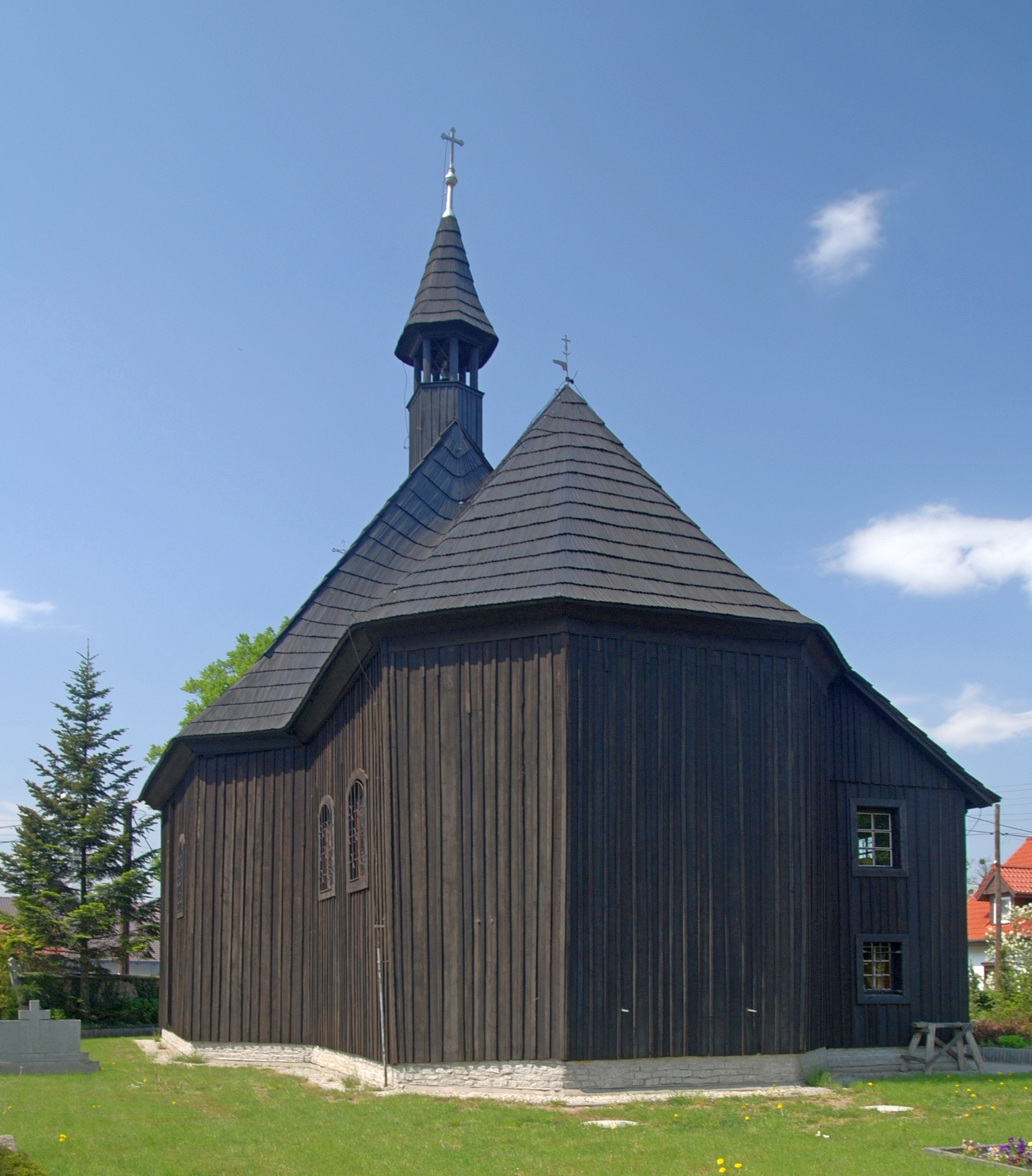
Blick auf den Kirchenchor

Die Maria-Schnee-Kirche im oberschlesischen Olschowa (Olszowa) in der Gemeinde Ujest ist eine römisch-katholische Filialkirche. Die denkmalgeschützte Schrotholzkirche im barocken Stil stammt aus dem Jahr 1648 und ist dem Patrozinium Unserer Lieben Frau vom Schnee (Fest am 5. August) geweiht. Die Maria-Schnee-Kirche gehört der Pfarrgemeinde St. Elisabeth in Klutschau (Klucz) an, die dem Dekanat Ujest des Bistums Opole (Oppeln) zugehörig ist. Sie befindet sich an der Ulica Wiejska 2. Sie ist umgeben von einem Friedhof und einer alten Steinmauer.

## Geschichte
Die Maria-Schnee-Kirche wurde 1648 im barocken Stil erbaut. Bis 1688 war sie der heiligen Hedwig von Schlesien geweiht. In einem Visitationsbericht von 1679 wurde sie als Filialkirche von Klutschau erwähnt. Sie soll ohne Schmuck und die Wände sollen kahl gewesen sein. In der Visitation von 1687/1688 wurde sie bereits als Marienkirche bezeichnet. 1748 erfolgte ein umfangreicher Umbau. 1988 und 2007 fanden umfangreiche Renovierungen statt. Am 13. Mai 1954 wurde sie unter Denkmalschutz gestellt.

## Architektur und Ausstattung
Bei der Maria-Schnee-Kirche handelt es sich um ein barockes Bauwerk in Blockbauweise aus Schrotholz auf einem Fundament aus Stein und Ziegeln. Die Kirche ist einschiffig, geostet und heute von außen mit Holzbrettern verkleidet. Der Chor ist an drei Seiten geschlossen, daneben befindet sich die Sakristei. Sie besitzt an ihrer Vorderseite einen einzelnen Kirchturm, der sich nach oben hin verjüngt und der jedoch nicht über das Dach des Kirchenschiffs hinausragt. Er wurde in Ständerbauweise errichtet. Ein weiteres kleines sechseckiges Türmchen befindet sich auf dem Dach als Dachreiter. Das Satteldach ist mit Schindeln aus Holz gedeckt. In neuerer Zeit wurde neben der Kirche eine Holzkonstruktion errichtet, an der die Kirchenglocken angebracht sind.
Die Ausstattung der Kirche ist größtenteils barock. Im Inneren der Kirche befinden sich drei Altäre. Der Hauptaltar stammt aus dem frühen 18. Jahrhundert. Das dahinter befindliche Maria-Schnee-Gemälde stammt ebenfalls aus dieser Zeit. Es zeigt Maria im Schnee, die von mehreren Engeln verehrt wird. Zudem besitzt die Kirche zwei barocke Seitenaltäre aus dem 17. Jahrhundert in ähnlichem Stil. Sie sind golden verziert, haben Säulen, Reliefe und Figuren. Auf diesen befinden sich Gemälde mit den Szenen der Taufe Christi und Christus am Kreuz. Zudem befinden sich in der Kirche verteilt mehrere Heiligenfiguren aus Holz. Gemälde mit den Stationen des Kreuzwegs und eine barocke Kreuzigungsgruppe über dem Chorraum sind ebenfalls zu finden. Die klassizistische Kanzel aus dem 19. Jahrhundert zeigt Malereien der vier Evangelisten. Das Weihwasserbecken aus Stein stammt aus dem 16. Jahrhundert. Aus dem 18. Jahrhundert stammen die Bänke, Leuchter, Gemälde und ein Beichtstuhl. Die Kirchenfenster bestehen aus farbigen Gläsern und zeigen verschiedene Motive.
Die Kirche besitzt eine Empore auf vier Säulen, auf der sich die Orgel befindet.
Vor der Kirche befindet sich ein altes Wegkreuz aus Stein mit einer Marienfigur in einer Nische. In der Steinmauer, die sich um den Friedhof befindet, befand sich ein Tor aus dem 18. Jahrhundert, bestehend aus zwei Pfeilern, Holztüren und einem Holzdach. Es wurde durch ein Tor mit Metall ersetzt.